# الجمعية الأوروبية للأورام النسائية
الجمعية الأوروبية لعلم الأورام النسائية هي جمعية منتشرة في جميع أنحاء أوروبا تشمل العاملين في مجال الرعاية الصحية والباحثين المتخصصين في دراسة والوقاية من وعلاج الأورام النسائية. من الجدير بالذكر أن الجمعية تضم أكثر من ألف عضو من أكثر من 30 دولة أوروبية وتأسست في البندقية، إيطاليا عام 1983.

## المهمة
تهدف المنظمة إلى «تعزيز التواصل مع الهيئات العلمية والمهنية من أجل إنشاء منصة أوروبية فعالة لعاملين في مجال الأورام النسائية بما في ذلك المتخصصين والزملاء والممرضات من أجل الربط الشبكي وتبادل المعارف وتحسين الرعاية الطبية لمرضى الأورام النسائية في أوروبا».

## الأنشطة
ينعقد مؤتمر المنظمة كل سنتين بانتظام، وشارك به أكثر من 1500 مشارك، مما يسمح للعاملين الأوروبيين في مجال الرعاية الصحية والباحثين المشاركين في مجال الأورام النسائية بخلق شبكة ومناقشة ونشر الدراسات الطبية والعلمية الجديدة المتعلقة بمعالجة ورعاية الأورام النسائية. بالإضافة إلى مؤتمراتها، تنظم المنظمة عددًا من الفعاليات التعليمية وورش العمل والاجتماعات المدعومة على مدار العام وتقدم منح السفر لأعضائها.
كما تعمل المنظمة على تطوير أدوات تعليمية مثل أشرطة الفيديو وأقراص الفيديو الرقمية ومحاضرات البث الشبكي كي يستفيد منها العاملين الآخرين الذين لا يستطيعون المشاركة في المؤترات النظامية التي تعقدها المنظمة.
وتعمل الجمعية الأوروبية لعلم الأورام النسائية على تنسيق وتعزيز التجارب الطبية على المرضى الذين يعانون من الأورام النسائية في جميع أنحاء أوروبا.

## التدريب والاعتماد
بالتعاون مع المجلس الأوروبي وكلية أمراض النساء والتوليد وبالنيابة عن الاتحاد الأوروبي لأخصائيي طب النساء والتوليد، توفر الجمعية الأوروبية لعلم الأورام النسائية شهادة لأخصائيي الأورام في مجال الأورام النسائية، كما تقدم شهادات اعتمادات للمؤسسات الأخرى المرتبطة بهذا المجال.
وقد أصبحت برامج التدريب والاعتماد النسائية للأورام النسائية في الجمعية الأوروبية لعلم الأورام النسائية من المعايير معترف بها في عدد من الدول الأوروبية.

## المجلة الدوليةللجمعية الأوروبية لعلم الأورام النسائية
وتنشر المجلة الدولية لسرطان أمراض النساء، التي تصدرها الجمعية الأوروبية لعلم الأورام النسائية، مرتين كل شهر، وتغطي البحوث المتعلقة بسرطان أمراض النساء مثل الدراسات التجريبية والعلاج الكيميائي والعلاج الإشعاعي وتقنيات التشخيص وعلم الأوبئة المرضية والجراحة.

## روابط خارجية
- European Society of Gynaecological Oncology
- European Society of Gynaecological Oncology Conference
- International Journal of Gynecological Cancer
- Calendar of Gynecological Oncology Events
- European Board and College of Obstetrics and Gynaecology
- European Union of Medical Specialists